# La Jumellière
La Jumellière är en kommun i departementet Maine-et-Loire i regionen Pays de la Loire i nordvästra Frankrike. Kommunen ligger i kantonen Chemillé som tillhör arrondissementet Cholet. År 2018 hade La Jumellière 1 372 invånare.

## Befolkningsutveckling
Antalet invånare i kommunen La Jumellière
| Referens: INSEE |